# Matrimonio igualitario en Tamaulipas
El matrimonio entre personas del mismo sexo es legal en el estado mexicano de Tamaulipas desde el 19 de noviembre de 2022. El 26 de octubre de 2022, el Congreso del Estado de Tamaulipas aprobó un proyecto de ley para legalizar el matrimonio entre personas del mismo sexo en una votación de 23 a 12. La ley fue publicada en el Periódico Oficial del Estado el 18 de noviembre y entró en vigor al día siguiente. Tamaulipas fue el último estado de México en legalizar el matrimonio entre personas del mismo sexo.

## Historia legal

### Antecedentes
La Corte Suprema de Justicia de México dictaminó el 12 de junio de 2015 que las prohibiciones estatales sobre el matrimonio entre personas del mismo sexo son inconstitucionales en todo el país. El fallo de la corte se considera una "tesis jurisprudencial" y no invalidó las leyes estatales, lo que significa que las parejas del mismo sexo a las que se niega el derecho a casarse aún tendrían que buscar amparos individuales en la corte. El fallo estandarizó los procedimientos para que los jueces y tribunales de todo México aprueben todas las solicitudes de matrimonios entre personas del mismo sexo e hizo obligatoria la aprobación. Específicamente, el tribunal dictaminó que la prohibición del matrimonio entre personas del mismo sexo viola los artículos 1 y 4 de la Constitución Política de los Estados Unidos Mexicanos. El artículo 1 de la Constitución establece que "queda prohibida toda discriminación motivada por origen étnico o nacional, el género, la edad, las discapacidades, la condición social, las condiciones de salud, la religión, las opiniones, las preferencias sexuales, el estado civil o cualquier otra que atente contra la dignidad humana y tenga por objeto anular o menoscabar los derechos y libertades de las personas.", y el artículo 4 se refiere a la igualdad matrimonial, afirmando que "la mujer y el hombre son iguales ante la ley. Ésta protegerá la organización y el desarrollo de la familia".
El 26 de junio de 2014, 57 personas presentaron un recurso de amparo impugnando la constitucionalidad de la prohibición del matrimonio entre personas del mismo sexo. Se les concedió el derecho a contraer matrimonio el 1 de octubre de 2014 por jueces federales tanto en el Juzgado Tercero de Distrito con sede en Nuevo Laredo como en el Juzgado Noveno de Distrito con sede en Tampico. Esta fue la primera vez que se solicitó un amparo para individuos en lugar de parejas; si alguna de las partes solteras desea casarse, sus parejas estarían cubiertas. El estado apeló la decisión ante la Corte Suprema, que el 22 de febrero de 2017 dictaminó que la definición de matrimonio en el Código Civil de Tamaulipas era inconstitucional. El tribunal otorgó a las 57 personas el derecho a casarse con su pareja del mismo sexo. Otras 68 personas solicitaron un amparo colectivo en Tampico, y recibieron aprobación el 26 de marzo de 2015.
El 23 de mayo de 2016 se concedió un amparo a dos mujeres que buscaban el derecho a contraer matrimonio. En noviembre de 2016, un juez federal concedió otro amparo a una pareja del mismo sexo. El juez declaró inconstitucionales el artículo 43 de la Ley Reglamentaria del Registro Civil y el artículo 124 del Código Civil, indicando que era obligatorio modificar esos dos artículos para prever los matrimonios entre personas del mismo sexo. En enero de 2017, un juez federal amenazó a los diputados del Congreso de Tamaulipas con multas de 100 días si continuaban negándose a legalizar el matrimonio entre personas del mismo sexo. Para noviembre de 2018, 19 parejas del mismo sexo se habían casado en Tamaulipas a través del recurso de amparo.
Por ley, en México, si cinco fallos de los tribunales sobre un solo asunto resultan en el mismo resultado, las legislaturas están obligadas a cambiar la ley. En el caso de Tamaulipas, hasta septiembre de 2018 se habían aprobado tres amparos colectivos y 17 amparos individuales por los derechos del matrimonio entre personas del mismo sexo. Los defensores LGBT presentaron un recurso ante la Corte Suprema en septiembre de 2018, argumentando que la prohibición debería declararse nula e inejecutable. El 16 de noviembre de 2018, el tribunal declaró inconstitucional la prohibición y ordenó al Congreso modificar el Código Civil en un plazo de 180 días hábiles para prever los matrimonios entre personas del mismo sexo; sin embargo, los legisladores se negaban a modificar la ley. Un diputado planeaba presentar una demanda ante la Corte Suprema en 2022 con la esperanza de obligar al estado a cumplir con el fallo anterior. Para octubre de 2022, se habían otorgado 140 amparos por derechos de matrimonio entre personas del mismo sexo en Tamaulipas, la mayor cantidad de cualquier estado.

### Acción legislativa
En 2011, activistas LGBT presionaron al Congreso del Estado de Tamaulipas para que aprobara un proyecto de ley que legalizaba las uniones civiles entre personas del mismo sexo. En 2012, los activistas presentaron a los legisladores 25 000 firmas a favor del matrimonio entre personas del mismo sexo. En 2013, el Partido de la Revolución Democrática (PRD) acordó apoyar la propuesta y llevar el tema a votación en el Congreso. Sin embargo, no se llevó a cabo ninguna votación durante los años siguientes y la propuesta fue puesta en el "congelador legislativo". En junio de 2015, la diputada Olga Sosa Ruiz confirmó que el Congreso estaba trabajando en un proyecto de ley para legalizar el matrimonio entre personas del mismo sexo. Dijo que la reforma era compleja y predijo que la ley se aprobaría en la próxima sesión legislativa, aunque no se aprobó ningún proyecto de ley durante los siguientes siete años.

#### Aprobación de legislación en 2022
La diputada Nancy Ruíz Martínez del Partido Acción Nacional (PAN) presentó al Congreso un proyecto de ley para legalizar el matrimonio entre personas del mismo sexo a principios de octubre de 2022. Fue aprobado por un comité del Congreso el 19 de octubre de 2022 en una votación de 14 a 1. Se programó una votación final para la semana siguiente, y el proyecto de ley fue aprobado por el Congreso por 23 votos a favor, 12 en contra y una abstención el 26 de octubre, votando a favor miembros del Movimiento Regeneración Nacional (Morena), el Partido Revolucionario Institucional (PRI), Movimiento Ciudadano y algunos diputados del PAN. Los grupos religiosos que se oponen al matrimonio entre personas del mismo sexo interrumpieron la sesión, lo que provocó que los legisladores se trasladaran a otro lugar para votar la legislación. La ley fue publicada en el Periódico Oficial del Estado el 18 de noviembre, tras la firma del gobernador Américo Villarreal Anaya, y entró en vigor al día siguiente.
La ley garantiza que las parejas casadas del mismo sexo disfruten de los mismos derechos, beneficios y responsabilidades que las parejas casadas del sexo opuesto, incluidos beneficios fiscales, derechos de inmigración, derechos de propiedad, herencia, etc. La adopción por parte de parejas del mismo sexo ya era legal antes de 2022, por lo que la legislación no abordó más este tema. El primer matrimonio entre personas del mismo sexo realizado bajo la legislación tuvo lugar en Tampico el 22 de noviembre entre Carlos Rojas Hernández y Alejandro Tenorio del Ángel.

## Estadísticas
El primer matrimonio entre personas del mismo sexo en Altamira se realizó en diciembre de 2017 y el primero en Ciudad Madero en febrero de 2018.

## Opinión pública
Según una encuesta de 2018 del Instituto Nacional de Estadística y Geografía, el 44% del público de Tamaulipas se oponía en aquel momento al matrimonio entre personas del mismo sexo.